# Kasumi Ishikawa
Kasumi Ishikawa (石川 佳純 Ishikawa Kasumi) (nascuda el 23 de febrer de 1993) és una jugadora japonesa de tennis de taula.
La seva família sencera, que consta del seu pare, la seva mare i la seva germana menor, juguen o solien participar en competicions de tennis de taula. Ella té una germana menor, Rira, que també és una jugadora professional de tennis de taula, mentre que la seva mare, Kumi Ishikawa, és la seva entrenadora actual.

## Biografia
La seva gran ambició sempre ha estat jugar en els Jocs Olímpics. Aquest somni va començar quan ella era una nena, i va revelar després de graduar-se de l'escola primària d'Hirakawa, en Yamaguchi. Ella va escriure en el seu anuari que el seu somni era jugar als Jocs Olímpics. Ella, ràpidament, va cridar l'atenció del públic quan les hi va arreglar per derrotar a alumnes d'escoles secundàries, i també estudiants universitaris, en el seu primer campionat de tennis de taula, Tots Japó. Des de l'any 2007, ha guanyat els Campionats de Tot Japó - divisió femenina junior - quatre anys consecutius.
També va ser sobrenomenada Ai-Chan II, en comparació de la també la judadora de tennis taula Ai Fukuhara, qui també va començar a jugar al tennis de taula a una primerenca edat.
Kasumi Ishikawa, a més de japonès, parla xinès mandarí, a causa que un dels seus entrenadors és d'aquest país. També afirma que espera aprendre anglès en el futur proper.
El seu gran talent per al tennis de taula era hagut de, en gran part, als seus pares, tots dos exjugadores, que van donar a Ishikawa entrenament especial des que era jove. La seva mare, Kumi Ishikawa, havia jugat a nivell nacional. En la tardor del seu primer any d'escola primària, una àrea de pràctica especial va ser construïda a la seva casa va ser per ajudar-la en el seu entrenament. Després de graduar-se de l'escola primària, Ishikawa va decidir viure fora de casa i dedicar-se a jugar al tennis de taula. Va entrar a l'escola secundària de Shitennoji Habikigaoka, i després l'Escola Secundària Shitennoji, en Osaka. Ella practica amb els jugadors de Tot Japó fins a altes hores de la nit, fins i tot els dies festius. El seu estil d'atac agressiu juntament amb la seva velocitat formidable es van desenvolupar allí. Ella va començar a treballar cap als Jocs Olímpics i va jugar en els tornejos internacionals que representa al seu club; ZEN-NOH, Japó
Ella va competir en el Campionat Mundial de Tennis de taula 2009, aconseguint aconseguir els quarts de final de la competició individual femenina. En 2011, va guanyar el títol nacional individual a l'edat de 17 anys. Ella, ràpidament, va ascendir en la classificació mundial, la qual cosa li va permetre en els últims anys assegurar el seu lloc per competir en els Jocs Olímpics de Londres 2012. Actualment, està sisena en la classificació mundial de les dones de la ITTF, però va aconseguir arribar, en el seu moment, a la quarta ubicació.
Ella és ara la millor jugadora de tennis de taula femení del Japó, després de superar a Ai Fukuhara en el rànquing mundial. Ella va arribar a les semifinals del torneig individual de tennis de taula disputat en els Jocs Olímpics de Londres 2012, però va perdre davant la futura guanyadora de la medalla d'or; Li Xiaoxia, de xinesa. En el partit per la medalla de bronze, ella va perdre enfront de Feng Tianwei, de Singapur. Aquesta era la seva primera participació en uns Jocs Olímpics i, malgrat la seva curta edat de 19 anys, ella va acabar quarta en la classificació general. Ella és també la primera japonesa que ha arribat a les semifinals del torneig.
A les semifinals de l'esdeveniment en equip, Kasumi va ajudar al Japó a superar a Singapur, després de derrotar el seu oponent Wang Yuegu, en tres jocs consecutius. En el tercer partit del doble, ella va jugar amb Sayaka Hirano i, ambdues, van aconseguir superar Wang Yuegu i Li Jiawei, en tres jocs consecutius també. No obstant això, Japó no va aconseguir vèncer a la Xina en la final, però van aconseguir, per primera vegada en la història, una medalla olímpica en tennis de taula per al Japó, en aquest cas, una medalla de plata.
Ella va guanyar el bronze amb l'equip olímpic japonès en Rio de Janeiro 2016, batent juntament amb Ai Fukuhara i Acarona Ito, per la seva banda, a l'equip de Singapur. Aquestes victòries juntament amb la d'Ai Fukuhara, que per la seva banda va aconseguir superar Feng Tianwei en el primer partit, van portar al Japó a guanyar la medalla de bronze.
També va representar al Japó en l'esdeveniment individual femení, on va quedar eliminada del torneig després de sofrir una enrampada en la cama, perdent el partit 4-3 enfront de Kim Song-i, que reprentaba a Corea del Nord, en un partit corresponent a la tercera ronda.

## Fitxa de carrera
Individuals
- Copa Mundial: 2a (2015)
- World Tour Grand Finals: 1a (2014).
- Campionats asiàtics: QF (2012).
- Jocs Olímpics de Londres 2012: 4a (2012).
- World Tour winner (2): Open del Marroc 2010, Open de Xile 2011.
- World Tour Grand Finals: CF (2011).
- Campionats mundials: CF (2009).
- Copa d'Àsia: 3a (2007).

Dobles femenins
- Campionats mundials: ronda de 16 (2011).
- Pro Tour winner (5): Open del Marroc 2009; Alemanya, el Marroc, Open d'Hongria 2010; Open de Xile 2011.
- Pro Tour Grand Finals: Subcampiona (2011).
- Copa d'Àsia: SF (2010).

Dobles Mixts
- Campionats mundials: 2a (2015).
- Campionats mundials: ronda de 16 (2011).
- Jocs asiàtics: SF (2010).
- Campionat d'Àsia: CF (2009).

Equips
- Campionats mundials: 2a (2014, 16), 3a (2008, 10).
- Copa mundial d'equips: 2a (2011, 13); 3a (2009, 10, 15).
- Tennis de taula als Jocs Olímpics de Londres 2012 - Equips femenins: Plata (2012).
- Tennis de taula equips femenins als Jocs Olímpics de Riu de Janeiro 2016 - Equips femenins: Bronze (2016).